# Monastria biguttata
Monastria biguttata es una especie de insecto blatodeo de la familia Blaberidae, subfamilia Blaberinae.

## Distribución geográfica
Se pueden encontrar en Brasil y Paraguay.

## Sinónimos
- Blatta biguttata Thunberg, 1826.
- Tarraga guttiventris Walker, 1868.
- Blabera monstrosa Stål, 1855.
- Blabera nigripennis Walker, 1868.